# Cristianismo en Irán
El cristianismo en Irán ha tenido una larga historia, remontándose a los primeros años de esta fe. Los cristianos de Irán han tenido un papel significativo en la historia de la misión cristiana.

## Principales denominaciones

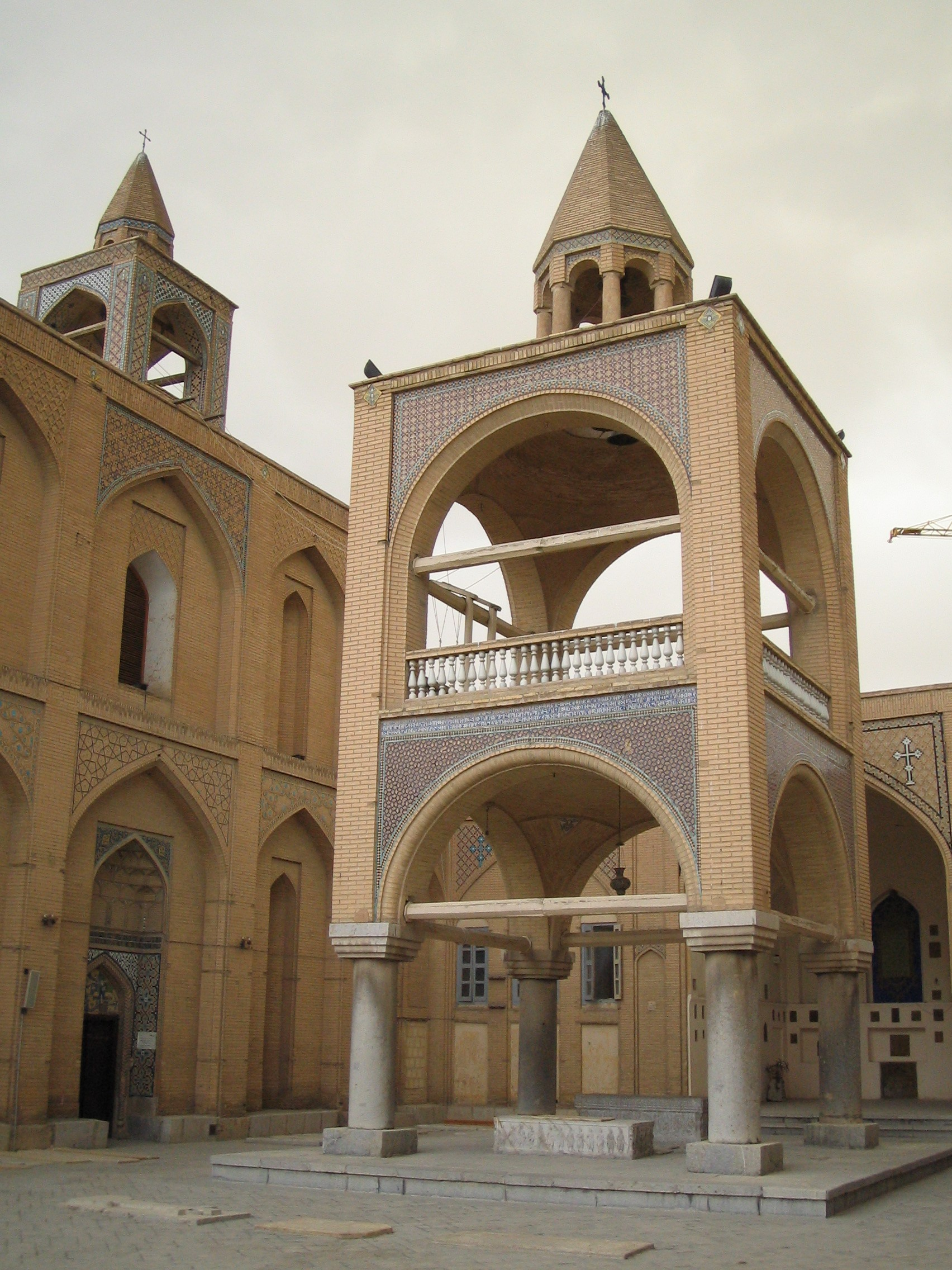
La catedral de Vank, ortodoxa armenia, de Isfahán es una reliquia de la época safávida.

Una serie de denominaciones cristianas están representadas en Irán. Muchos miembros de las iglesias más antiguas y grandes pertenecen a grupos étnicos con su propia cultura y lengua. Los miembros de las iglesias más nuevas y menores, provienen de las minorías étnicas tradicionalmente cristianas y de conversos que vienen de un pasado no cristiano. 
Las principales iglesias cristianas son:
- Iglesia apostólica armenia de Irán (alrededor de 110.000-300.000 fieles),[cita requerida]
- Iglesia asiria del Oriente de Irán (alrededor de 11.000 fieles),
- Iglesia católica caldea de Irán (alrededor de 7.000 fieles),
- varias denominaciones protestantes, de las cuales las más importantes son:
  - Presbiterianos, incluyendo la Iglesia Evangélica Asiria
  - Jama'at-e Rabbani (Iglesias pentecostales iraníes)
  - y la Iglesia Anglicana de Irán.

Toda la información estadística se basa en fuentes eclesiásticas  y refleja la situación en el año (Los cristianos formaban el 0,2% de la población iraní total en 2000).
Según las mismas fuentes hay entre 7.000 y 15.000 miembros y fieles de varias iglesias protestantes y evangélicas en Irán, aunque estos números son particularmente difíciles de verificar dadas las actuales circunstancias políticas.[cita requerida]
El Informe sobre la Libertad Religiosa Internacional del año 2004, elaborado por el Departamento de Estado de los Estados Unidos  cita un número algo más alto: 300.000 ciudadanos cristianos en Irán, sin dar cifras separadas para las distintas denominaciones. 
Las fuentes del gobierno iraní a veces son citadas como fuente de un total de 300.000 cristianos en Irán. En la actualidad hay 73 iglesias registradas en Irán.

## Historia

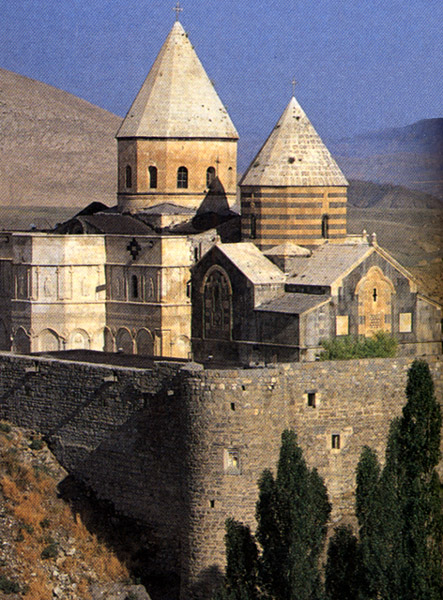
Qara Kelissa, Azerbaiyán Occidental. Se cree que es la primera construida, en el año 66, por san Judas Tadeo. Los armenios locales creen que él y Simón fueron enterrados aquí. En 1329, la iglesia fue reconstruida a su forma actual después de que un terremoto destruyera la estructura en 1319.

Según los Hechos de los Apóstoles, había persas, partos y medos entre los primeros conversos cristianos en Pentecostés. Desde entonces, ha habido una presencia continua de cristianos e iglesias en Persia/Irán.
En la época apostólica, el cristianismo empezó a establecerse en el Mediterráneo. Sin embargo, una cultura cristiana algo diferente se desarrolló en las fronteras orientales del Imperio romano y el Persa. El cristianismo siríaco debe mucho al judaísmo y al idioma arameo. Esta lengua era muy probablemente hablada por Jesús y en diversas formas modernas aún se habla por algunos cristianos iraníes (véase neoarameo asirio) e idioma senaya. De Persia, la actividad misionera estableció los cristianos de santo Tomás en la India y la estela nestoriana y la pagoda Daqin en China.
La primera comunidad cristiana, a caballo sobre la frontera romano-persa, a menudo se encontró en medio del conflicto. En 313, cuando Constantino I proclamó el cristianismo como religión tolerada en el Imperio romano, los gobernantes sasánidas de Persia adoptaron una política de persecución contra los cristianos, incluyendo el doble impuesto de Sapor II en los años 340. Los cristianos eran temidos por ser una minoría subversiva y potencialmente desleal. A principios del siglo V, la persecución oficial se incrementó de nuevo. Sin embargo, desde el reinado de Ormuz III (457-459) las persecuciones serias se hicieron menos frecuentes y la iglesia comentó a tener un estatus reconocido. La presión política dentro de Persia y las diferencias culturales con el cristianismo occidental eran mayormente a las que se puede acusar del cisma nestoriano, en que la iglesia persa fue etiquetada como hereje. El obispo de la capital persa, Ctesifonte, adquirió el título primero de catholicos y luego de patriarca completamente independiente de cualquier jerarquía occidental.
Aun así muchas iglesias antiguas quedan en Irán de los primeros tiempos del Cristianismo. La Iglesia de Santa María en el noroeste de Irán por ejemplo, es considerada por algunos historiadores como la segunda iglesia más antigua después de la Iglesia de Belén en Palestina. Una princesa china, que contribuyó a su reconstrucción en 642, hizo que grabaran su nombre en piedra en la pared de la iglesia. El famoso viajero italiano, Marco Polo, también describió la iglesia en su itinerario durante su visita. 

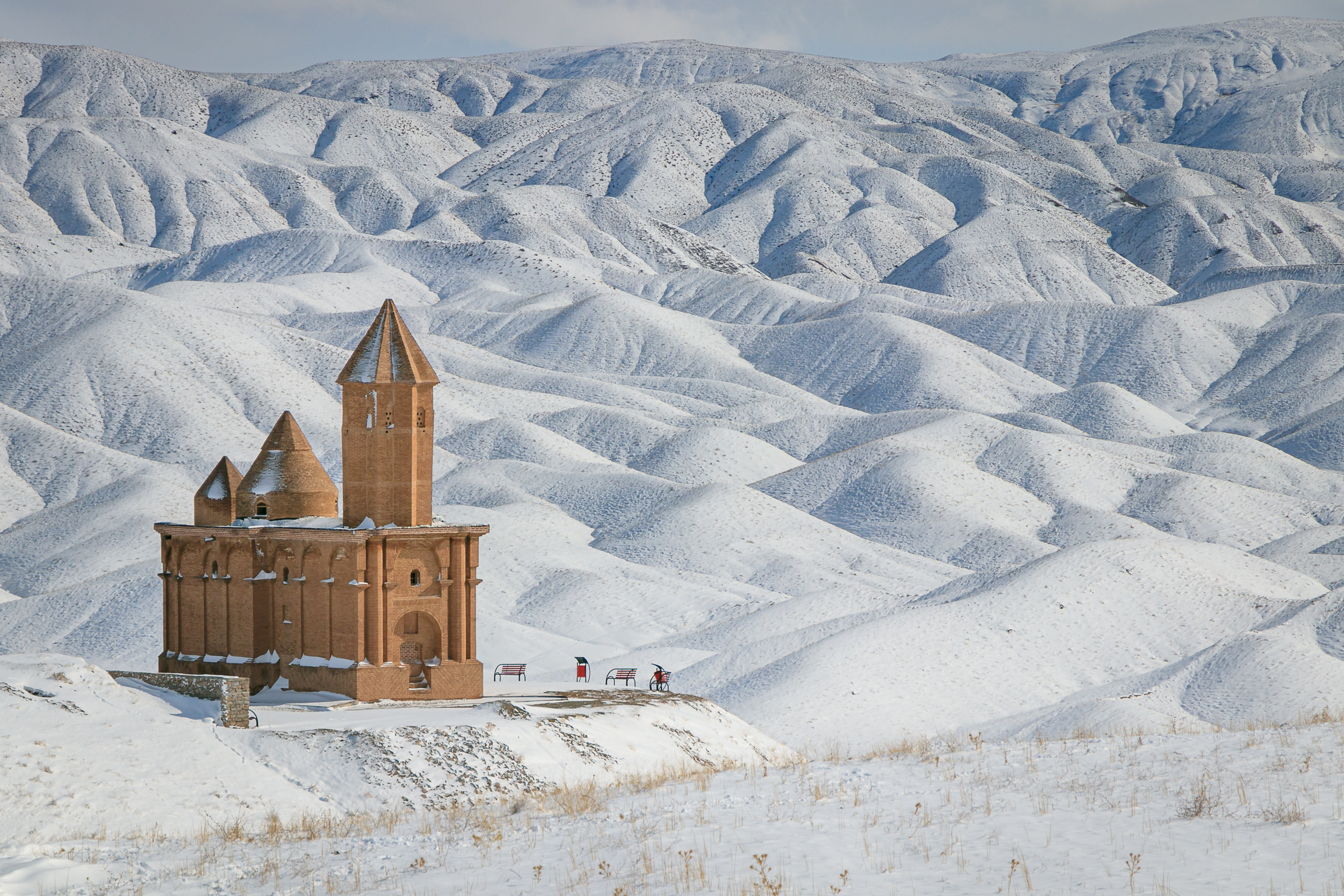
Vista invernal de la Iglesia de San Juan en Sohrol, una iglesia católica armenia del o en Sohrol, Shabestar, Irán.

La conquista islámica de Persia, en el siglo VII, fue originalmente buena para los cristianos pues eran una minoría protegida. Sin embargo, desde alrededor del siglo X la tensión religiosa llevó de nuevo a la persecución. La influencia de los cristianos europeos de nuevo colocó a los cristianos asiáticos en peligro con el estallido de las Cruzadas. Desde mediados del siglo XIII, el gobierno mongol fue un alivio para los cristianos persas hasta que los mongoles adoptaron el islam. El cristianismo gradualmente dio paso al islam, y el cristianismo persa se hundió en una pequeña minoría. Los cristianos se quedaron en guetos étnicos (mayormente de habla aramea y armenia) y se desentendieron ampliamente de la sociedad. 
En 1445, una parte de la iglesia de habla aramea (mayormente en el Imperio otomano, pero también en Persia) entró en comunión con la Iglesia católica. Este grupo tuvo un comienzo vacilante, pero ha existido como una iglesia separada desde la consagración de Yohanan Sulaqa como Patriarca Caldeo de Babilonia en 1551 por el papa. La mayoría de católicos en el Irán actual son miembros de la Iglesia católica caldea. La comunidad de habla aramea que queda independiente es la Iglesia Asiria de Oriente. Ambas iglesias hoy tienen representación menor en Irán que la étnica Iglesia apostólica armenia.
En los siglos XVIII y XIX, los misioneros protestantes comenzaron a actuar en persia. Gran parte de su trabajo se dirigía a apoyar las iglesias existentes en el país, y mejorar la educación y la sanidad. A diferencia de otras iglesias étnicas más antiguas, comenzaron a trabajar también con la comunidad musulmana persa. Sus prensas produjeron mucho material religioso en varios idiomas. Algunos se convirtieron al protestantismo, y las iglesias que usaban el idioma persa aún crecen con fuerza dentro de Irán y más allá.

## Situación actual

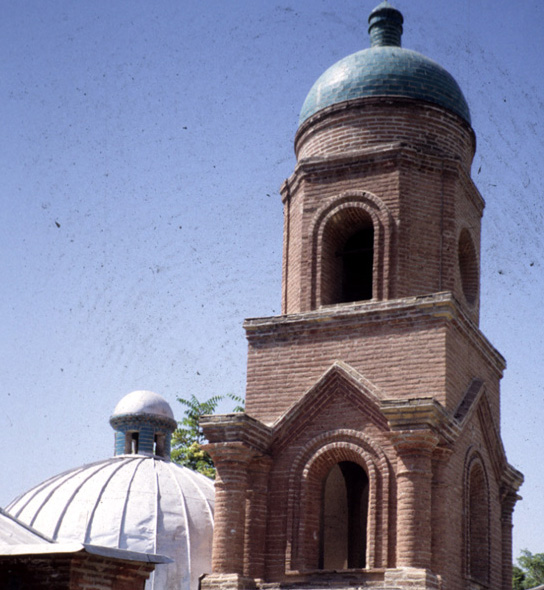
La iglesia rusa de Qazvín.

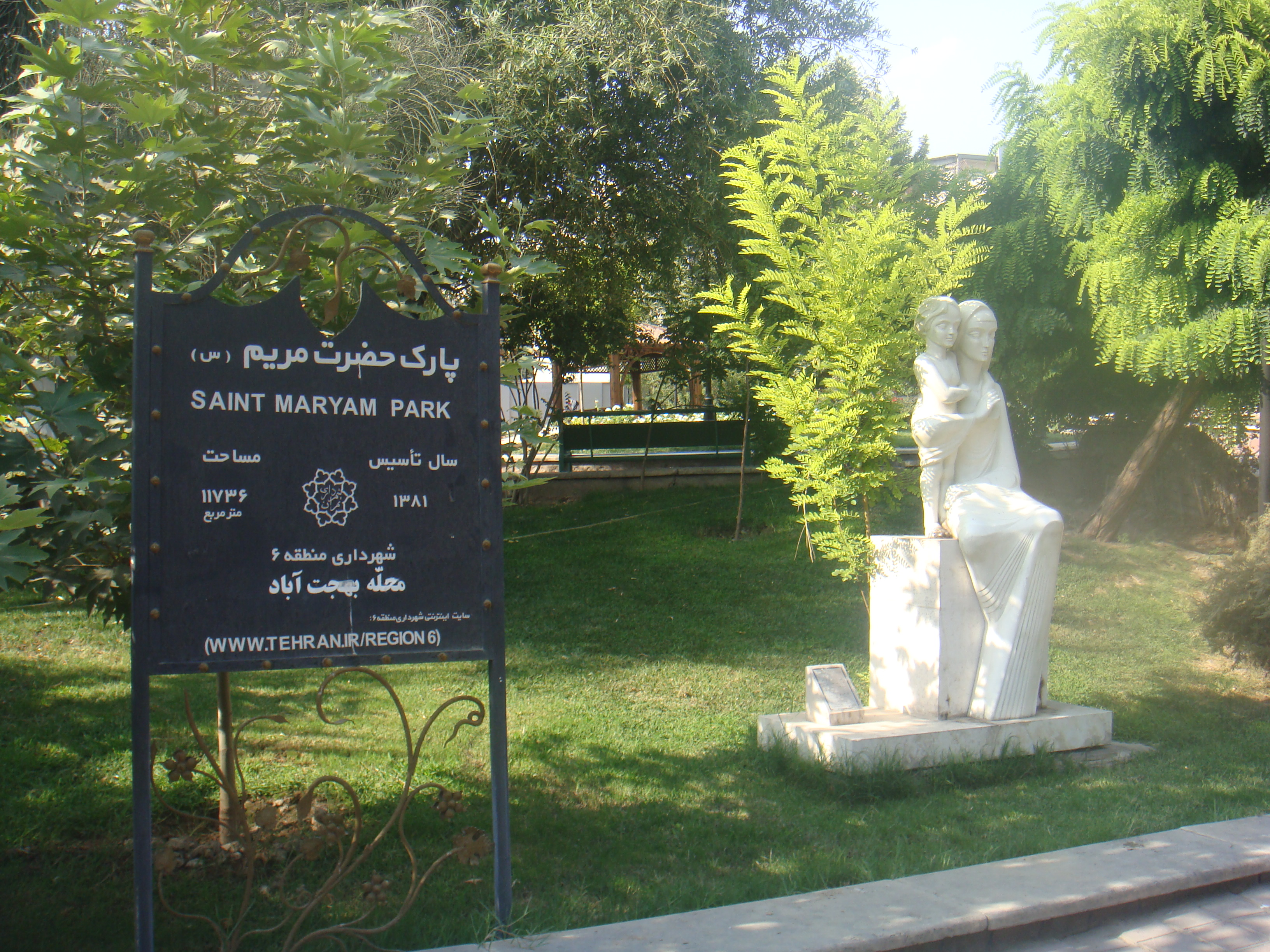
Parque de Santa María ubicado en Teherán.

Debido a las presiones políticas y socioeconómicas en los años que siguieron a la Revolución Iraní, períodos de abierta persecución y tiempos de discriminación más latente, muchos cristianos iraníes, tanto como parte de un éxodo general de iraníes y como respuesta a presiones específicas, han emigrado, mayormente a los Estados Unidos, Canadá y Europa Occidental. En 2000, alrededor de 0,4% de la población iraní era cristiana. En 1975 los cristianos suponían un 1,5 % de la población total. Estadísticamente un porcentaje mucho mayor de no musulmanes han emigrado fuera de Irán.[cita requerida]
Aunque el gobierno garantiza a las minorías cristianas reconocidas una serie de derechos, Amnistía Internacional ha reconocido que los cristianos evangélicos han sufrido hostigamiento por las autoridades, al tratarse en muchos casos de musulmanes conversos: están expuestos a ser detenidos, agredidos o condenados a muerte. (enlace roto disponible en Internet Archive; véase el historial, la primera versión y la última).

## La Biblia en idiomas de Irán
Los cristianos armenios y asirios en Irán usan la Biblia escrita en sus propios idiomas. La Biblia fue traducida a los idiomas locales a principios del período cristiano. Más recientemente, una traducción de la Biblia de tiempos modernos fue llevada a cabo por Henry Martyn en el siglo XVIII. Las traducciones comúnmente usadas son la Tarjumeh-ye Tafsiri ("traducción explicada") y la más antigua "Versión Estándar".
Porciones de la Biblia están traducidas al azerí (Nuevo Testamento), mazandaraní (varios evangelios) y kurdo (evangelios).